# 叙热

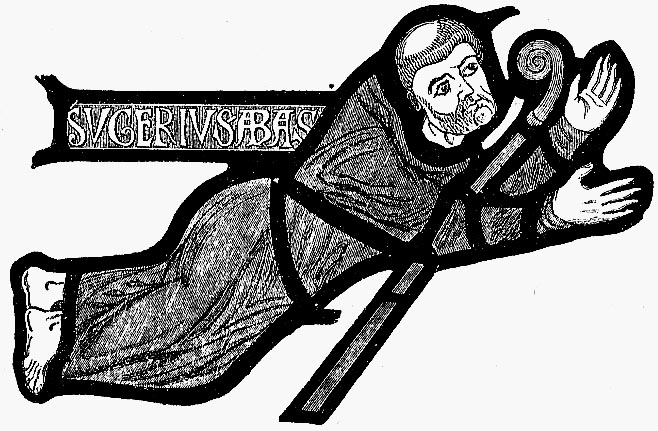
叙热

叙热（法語：Suger，约1081年—1151年1月13日），法国政治家、历史学家、藝術家。他是國王路易六世及其兒子路易七世的重要顧問，並在第二次十字軍東征期間擔任路易七世的攝政王。他的著作至今仍是十二世紀早期卡佩王朝歷史的開創性文本。曾任圣但尼修道院院长，主持了圣但尼圣殿的重建，是哥特式艺术最早的发起者之一，并促进了其广泛流行。

## 生平
叙热生于农民家庭，1091年年进入修道院介绍教育，与路易·卡佩（1108年继位为路易六世）结交并成为密友，曾担任法国国王路易六世和路易七世的顾问。
叙热多次前往诺曼底出访，对当地诺曼统治者的强大而有序的统治留下深刻印象。1122年，叙热被选为圣但尼修道院院长，参与了路易六世与神圣罗马皇帝亨利五世的作战，以圣但尼为号召吸引了路易六世手下许多诸侯的参与，最终获胜。叙热与伯尔纳铎合作对修道院僧侣的行为进行了约束，促进了与罗马教廷的合作关系。
1137年，路易六世死后，路易七世拒绝让叙热继续担任手续顾问，叙热开始全身心投入为期5年的圣但尼修道院的建设工作。1142年，路易剥夺了属臣蒂博的土地，导致内战爆发。叙热参与了双方的和解。因为战争导致众多人丧失性命，伯尔纳铎催促路易七世作为忏悔带兵前往圣地对穆斯林发动十字军东征，遭到叙热的强烈反对。叙热的反对未能说服路易七世。
1147年，路易七世和王后在第二次十字军东征中离开法国，将王冠留给叙热并任命他为国王不在时的摄政。虽然此次东征对法国来说是一个灾难，但是叙热很好地应对了财政困难，对国家实现了较好的治理。他较好地处理了税收问题，阻止乱砍乱伐并平定了一次贵族叛乱。1149年路易回国，叙热并未向许多人设想的那样拒绝归还王冠，最终把王冠返还给了路易。1150年，叙热与伯尔纳铎共同计划再次发起十字军东征，但在计划实现前叙热因病而死。

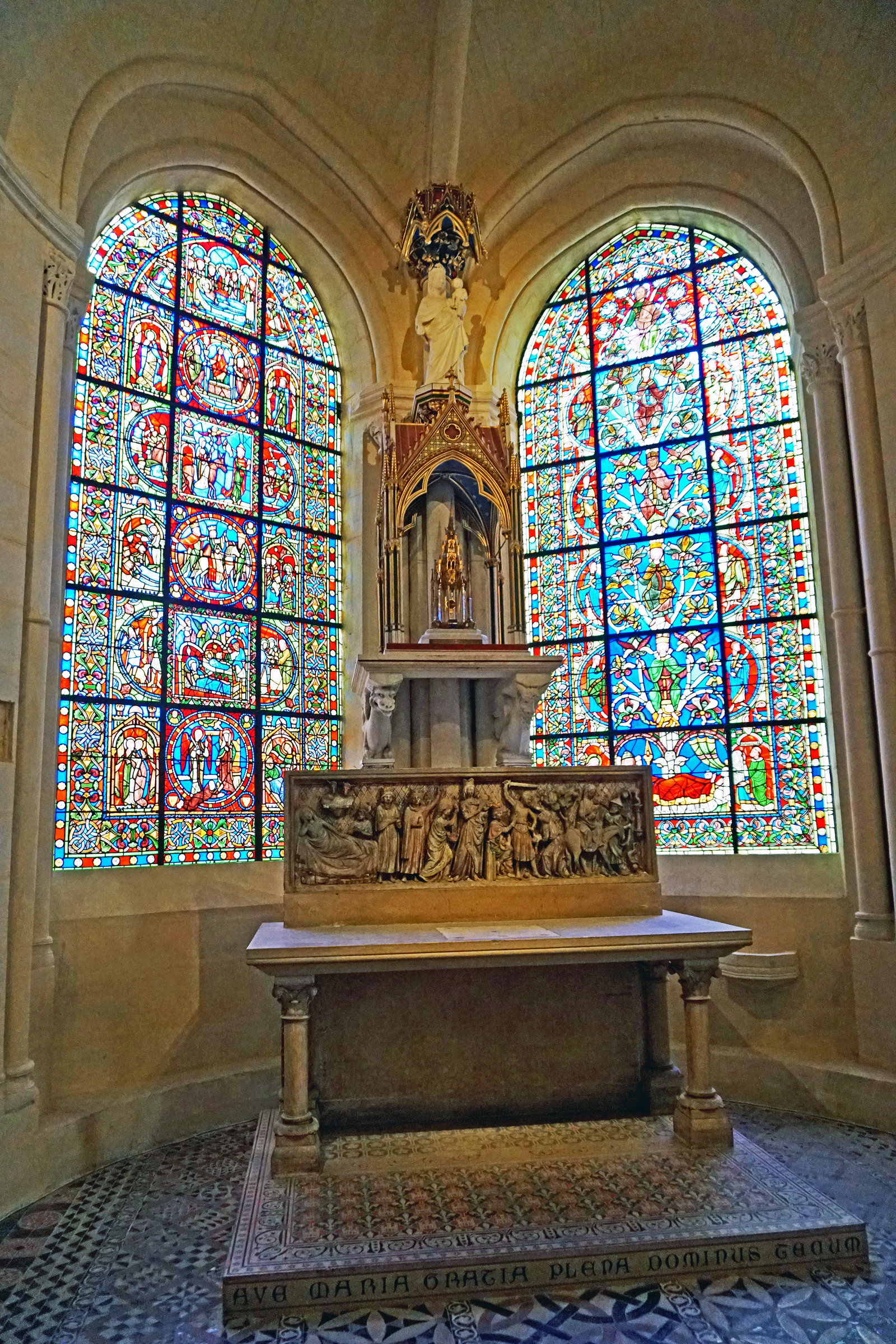
圣但尼圣殿的彩色玻璃

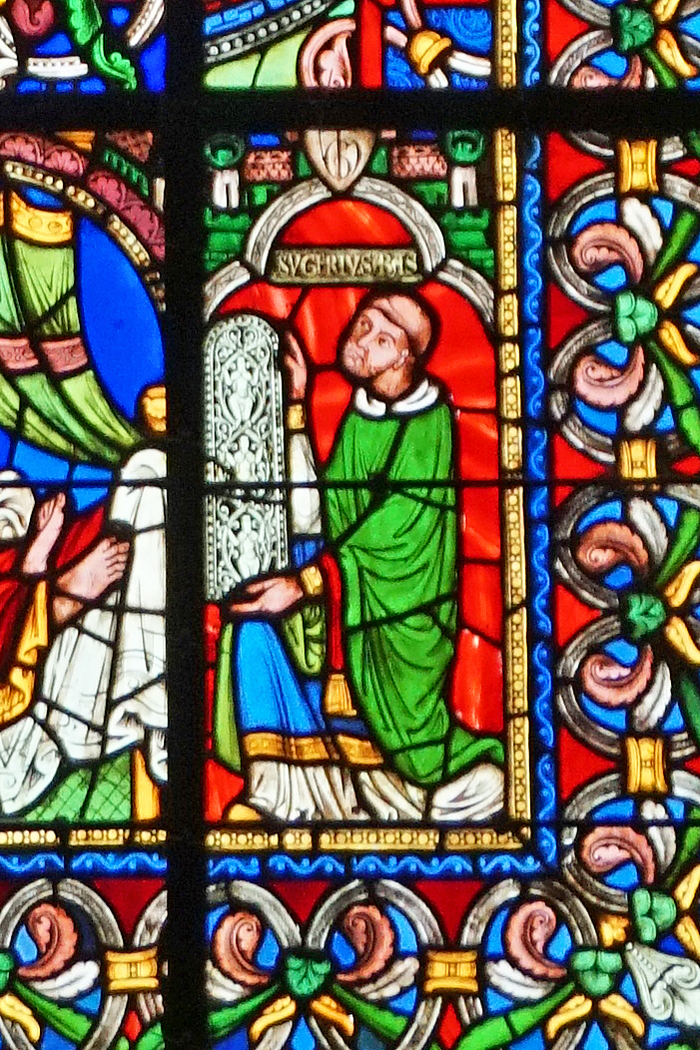
聖丹尼修道院的耶西之樹彩色玻璃上的敘熱

1. ↑  Lindy Grant. . Essex: Addison Wesley Longman. 1998: 80.
2. ↑  sive de nostro seu de vestro pecuniam sumptam nobis mittatis," [whether you send us money taken from us or from you,] in Recueil des Historiensdes Des Gaules et de la France, ed. Martin Bouquet et al. (Paris, 1869–1904) vol 15, p. 487.
3. ↑  Lindy Grant. . Essex: Addison Wesley Longman. 1998: 280.